# Крейг Грабер
Крейг Грабер (англ. Craig Gruber; 22 червня 1951, Кортленд, Нью-Йорк, США — 5 травня 2015, Джексонвілл, Флорида, США) — американський бас-гітарист. Грав в гуртах Elf, Rainbow, Bible Black, Black Sabbath, Гері Мур, The Rods, Ozz, Ninja. Також займався виготовленням бас-гітар.

## Музика

### Elf
На початку 1973 року Ронні Джеймс Діо запросив Крейга Грабера до свого гурту ELF на посаду бас-гітариста. Це місце звільнилось після того, як Діо вирішив зосередитися тільки на вокалі. Грабер грав в гурті до його розформування (у зв'язку з переходом Rainbow 4-х музикантів) в лютому 1975 року. За участі Грабера було записано два альбоми.

### Rainbow
Перші виступи Rainbow розпочалися ще до офіційного звільнення Річі Блекмора з Deep Purple. Вони зміцнили намір Блекмора залишити Deep Purple. «Я знову почав отримувати задоволення від гри», — скаже він пізніше. «Ельфійський» склад Rainbow записав тільки один альбом — Ritchie Blackmore's Rainbow. Блекмор залишився незадоволеним платівкою і ще до її офіційного виходу в серпні 1975 року звільнив всіх, крім Діо: спочатку Грабера, а потім Гері Дріскола і Мікі Лі Соула. За словами Соула, причиною цього була не недостатня майстерність, а особисті мотиви Блекмора. В світове турне Rainbow відправились з Джиммі Бейном, Тоні Кейрі і Козі Павелом.
На початку січня 1977 року Блекмор несподівано звільняє Бейна. Протягом довгого періоду Грабер проводив репетиції з Rainbow, але басистом став не він, а Марк Кларк.

### Black Sabbath
В кінці 1970-их років в гурті Black Sabbath розпочалась кадровий безлад. В кінці 1977 року йде Оззі Осборн, його місце займає Девід Волкер, але ненадовго, так як в січні Оззі знову повертається, але до кінця 1978 року йде остаточно. В 1979 році гурт продовжує діяльність з новим вокалістом - Ронні Джеймсом Діо. А через деякий час гурт ненадовго покидає інший засновник - Гізер Батлер. Гурт в той момент записував альбом Heaven and Hell. На заміну був вибраний Джоф Ніколс, але потім гурт зупинив свій вибір на Грабері. Ніколс залишився в гурті як клавішник. Батлер скоро повертається до гурту і записує всі басові партії для альбому. Тому записів  Black Sabbath з Грабером не існує. Є інформація, згідно з якою Грабер був співавтором пісні Die Young, але її не підтверджують музиканти Black Sabbath .

### Bible Black
На початку 1980-их років Грабер і Гері Дріскол заснували гурт Bible Black , куда также входили Джеф Фэнхолт и Эндрю Макдоналд.. Гурт випустив два альбоми.

### Гері Мур
В 1983 році бас-гітарист  Ніл Мюррей йде у Whitesnake. Для запису альбому Гері Мур наймає Боба Дейслі і Мо Фостера, а тур відправляється вже з Грабером. Грабер грав в Мура з січня по липень 1984 року і після закінчення туру був змінений на Боба Дейслі.

### The Rods
Гурт The Rods заснований ще одним музикантом Elf Девідом Файнштейном в 1979 році. Грабер стає басистом гурту в 1986 році і грає в ньому до розпаду у 1987 році. За його участю був записаний альбом «Heavier Than Thou».

### ED3N
На початку 2010 року Грабер створив гурт "ED3N", який грав у жанрі. До складу гурту входили вокаліст Джеф Фенхольт і гітарист Девід Шанкл, колишній учасник гурту Manowar.

### Raven Lord
18 квітня 2013 року Крейг Грабер приєднався до гурту Raven Lord.

## Дискографія

### З Elf
- Carolina County Ball (1974) (Назва у США: L.A./59)
- Trying to Burn the Sun (1975)
- The Gargantuan (1978) збірка
- The Elf Albums (1991) збірка з альбомів 1974 і 1975 років

### З Rainbow
- Ritchie Blackmore's Rainbow (1975)

### З Ozz
- No Prisoners (1980)

### З Gary Moore
- We Want Moore (1984)

### З The Rods
- Heavier Than Thou (1986)